# Mount Turnbull
Mount Turnbull ist ein teilweise verschneiter und 1980 m hoher Berg im ostantarktischen Mac-Robertson-Land. In den Prince Charles Mountains ragt er 19 km südwestlich des Mount Starlight auf.
Luftaufnahmen und Vermessungen der Australian National Antarctic Research Expeditions zwischen 1955 und 1965 dienten seiner Kartierung. Das Antarctic Names Committee of Australia benannte ihn nach Walter Lawrence Turnbull, Verantwortlicher für die Funktechnik auf der Mawson-Station im Jahr 1965.